# Georges Cohen
Pour les articles homonymes, voir Cohen.
Ne pas confondre  le footballeur anglais George Cohen.
Georges Cohen, né le 19 mars 1953 à Casablanca (Protectorat français au Maroc), est un homme d'affaires français, ancien président et membre du comité exécutif de Sogeti et de Capgemini, puis fondateur en 1990 de la société Transiciel.

## Carrière
Autodidacte, il entre à 17 ans comme opérateur pupitreur informatique chez Capgemini en 1970, et en gravit les échelons jusqu'à en devenir un des dirigeants. 
En 1990, il quitte le groupe pour fonder avec Michel Berjamin la société Transiciel, concurrente directe de Capgemini. Transiciel connaît un grand succès commercial et boursier dans les années 1990.
En 2001, Transiciel reçoit le septième « Trophée de la Décennie », organisé en France par Bain & Company, le groupe HEC, l'Expansion et Coface Scrl, trophée qui distingue chaque année la « meilleure » entreprise parmi celles créées depuis dix ans.
Transiciel a également été le principal sponsor avec Bouygues Telecom de l'équipe française et du bateau de Class America 6e sens lors de la Coupe Louis-Vuitton en 2000 à Auckland.
Afin de contribuer au développement international de son groupe, Georges Cohen quitte la France et Transiciel se développe rapidement à l'étranger.
En 2003, il cède Transiciel à Capgemini par échange de titres (OPE). Il est alors chargé par Paul Hermelin, avec l'aide de Luc-François Salvador, de fusionner Sogeti et Transiciel. Georges Cohen pilote l'opération avec succès et dirige le nouvel ensemble installé dans de nombreux pays en Europe et aux États-Unis jusqu'au milieu de l'année 2005, date à laquelle il se retire à la suite de divergences sur la gestion du groupe . Il est remplacé par Luc-François Salvador (qu'il avait recruté chez Capgemini vingt-sept ans plus tôt).
Georges Cohen souhaite alors se retirer de toute fonction opérationnelle et de toute direction d'entreprise et crée, avec sa femme et son frère et sa soeur, diverses structures d'investissement.
Actuellement basé à Genève, Georges Cohen a créé avec sa femme et ses enfants un groupe familial. Il a investi notamment dans différents domaines de la technologie et les commodités (notamment Altergaz). En particulier, il affecte une grande partie de son savoir-faire à l'accompagnement de jeunes sociétés en développement.
Sa famille a également pris le contrôle d'Auverland, le spécialiste français des véhicules blindés légers militaires. Puis son groupe familial a aussi participé à la relance du fabricant de blindés Panhard constituant ainsi Panhard Général Défense, un groupe français qui est ainsi devenu le leader des blindés légers européen, puis a rejoint le groupe RTD.
Son groupe familial se diversifie au niveau mondial et ses activités sont présentes dans de nombreux pays.
Il prend le contrôle de Robex, société canadienne de mines d'or au Mali, ainsi que de AGG (mines d'or au Mali) en 2015.
Il est souvent cité comme étant à la tête de l'une des plus grandes fortunes d'origine française  (Chiffres non confirmés).
Il a été nommé ambassadeur de la Grenade auprès de l'ONU.

## Île de Calivigny
En 2000, à la suite de la vente d'une portion des parts qu'il détient dans la société Transiciel en pleine euphorie de la bulle internet, il devient multimillionnaire en euros (milliardaire en francs). Il achète par passion Calivigny Island (en) située à la pointe sud de l'ile de Grenade et rattachée administrativement à cette dernière,. Il investit plusieurs dizaines de millions d'euros destinés à aménager l'île. Il y apporte l'eau et l'électricité, ainsi qu'une végétation abondante. Il construit un complexe touristique de dix mille mètres carrés comprenant de nombreuses suites et diverses autres constructions. Il offre un emploi à près de cent vingt personnes autochtones, souvent formées par des équipes françaises, pour assurer la construction et la maintenance de l'île puis son exploitation touristique. Il rénove la marina de Secret Harbour sur l'île de la Grenade située à quatre cents mètres de Calivigny Island. L'île est un des principaux employeurs de la Grenade.